# Drużyna (czasopismo)
Drużyna – czasopismo adresowane do młodzieży wiejskiej propagujące ruch junacki ukazujące się z przerwami w latach 1912–1921. W okresach regularnej działalności ukazywało się jako dwutygodnik lub tygodnik. Związane z osobą jego długoletniego redaktora naczelnego i wydawcy Adama Chętnika, etnografa i działacza ludowego.

## Powstanie pisma
Jednym z pomysłodawców pisma dla młodzieży wiejskiej był Mieczysław Brzeziński. Na jego redaktora naczelnego wytypował Adama Chętnika, swojego ucznia z Kursów Naukowych i jednocześnie współredaktora w czasopiśmie "Zorza". Adam Chętnik we współpracy z działaczem ludowym Aleksandrem Bogusławskim opracowali projekt pisma i przedstawili go na zjeździe absolwentów szkół rolniczych Centralnego Towarzystwa Rolniczego, odbywającym się w Mirosławicach z okazji dożynek. Tytuł pisma Adam Chętnik określił jako staropolski i zapomniany wyraz, który zawsze oznaczał grono dzielnych i świadomych celu junaków. W 1912 roku wydał pod tym tytułem jednodniówkę. Wkrótce otrzymał zezwolenie na wydawanie pisma. Pierwszy numer ukazał się 1 kwietnia 1912. 

## Redakcja
W organizacji a później przy redagowaniu pisma brali udział Aleksander Bogusławski, Antoni Piątkowski, Romuald Wasilewski, Józef Niećko, Antoni Jaros oraz Rozalia Brzezińska (wdowa po Mieczysławie, pisarka ludowa). O niej Chętnik pisał, że była kręgosłupem, na którym opierały się młode i zapalone nieraz mózgi. Adam Chętnik był nie tylko redaktorem, ale też właściwie administratorem i wydawcą pisma; oprócz pisania artykułów zabiegał o finanse, prenumeraty, pozyskiwanie nowych autorów i korespondentów.

## Działalność
Drużyna ukazywała się początkowo jako dwutygodnik, a od grudnia 1913 do maja 1915 jako tygodnik. Równolegle z pismem powołano Związek Młodzieży Wiejskiej, którego program propagowano na łamach pisma. Skupiano się na szerzeniu oświaty rolniczej, krajoznawstwa, kultury, sportu, walce z pijaństwem, a pod tymi hasłami starano się też przemycać treści patriotyczne. Z czasem tematykę wzbogacono o spółdzielczość na wsi oraz organizacje młodzieżowe (harcerstwo, skauting, junactwo).
W 1914 roku pismo zostało wzbogacone o dodatki "Gwiazdka" i "Zuch" przeznaczone dla dzieci i młodzieży, a także "Teatr i Muzyka", "Sprawy Kobiece".
Podczas I wojny światowej drużyna się nie ukazywała. Adam Chętnik rozpoczął wydawanie serii broszur tematycznych "Biblioteczka Drużyny". Seria skupiała się na tematyce junackiej, czyli organizacji młodzieżowej o charakterze niepodległościowym, skupiającą głównie młodzież wiejską. Na czele ruchu stał Stefan Plewiński. Adam Chętnik był członkiem Rady Przybocznej. W "Biblioteczce" wydawał instrukcje, regulaminy, podręczniki organizacyjne. Przy istniejących już kołach "drużyniarskich" zakładano tzw. plutony junackie. Oprócz tego w biblioteczce ukazywały się jego prace o tematyce historycznej, etnograficznej i krajoznawczej.
Wydawanie Drużyny wznowiono w 1918. Redaktorem pozostał Chętnik, lecz wydawcą zostało Centralne Towarzystwo Rolnicze, które odkupiło pismo i uregulowało jego długi. Drużyna stała się organem młodzieżówki CTR, a od kwietnia 1919: Centralnego Związku Młodzieży Wiejskiej. Wewnątrzpartyjne tarcia były przyczyną odejścia Chętnika, któremu nie odpowiadało upartyjnienie pisma i włączenie go do walki ideologicznej. Za namową CTR Adam Chętnik bez powodzenia próbował wznowić wydawanie pisma w 1921, lecz ukazały się jedynie trzy numery.